# Tortorella
Tortorella – miejscowość i gmina we Włoszech, w regionie Kampania, w prowincji Salerno.
Według danych na rok 2004 gminę zamieszkiwało 600 osób, 12,2 os./km².